# Press F
Press F è un singolo del gruppo musicale statunitense Attack Attack!, pubblicato nel 2021 ed estratto dall'EP Long Time, No Sea.

## Tracce
1. Press F – 2:58

## Formazione
- Chris Parketny – voce (2020-presente)
- Andrew Whiting – chitarra (2005-2013, 2020-presente)
- Jay Miller – basso (2020-presente)
- Andrew Wetzel – batteria, percussioni (2005-2013, 2020-presente)